# Eiriña Fútbol Club
El Eiriña Club de Fútbol fue un equipo de fútbol español de la ciudad de Pontevedra, en Galicia. Se fundó en 1922 y desapareció en 1941, cuando se fusionó con el Alfonso XIII Foot-ball Club para formar el Pontevedra Club de Fútbol.

## Historia
Se fundó en 1922 y tomó su nombre del barrio de A Eiriña. Disputaba sus encuentros como local en el Campo do Progreso y su uniforme estaba formado por camiseta de rayas amarillas y negras y pantalón negro.
Compitió durante la mayor parte de su existencia en la Serie A del Campeonato de Galicia. También participó simultáneamente en tres temporadas de la Tercera División, concretamente las temporadas 1929-30, 1931-32 y 1932-33. Fue campeón de Galicia de aficionados en las temporadas 1932-33 y 1933-34. En 1936, ganó la primera edición de la Copa Galicia.
En 1941 se fusionó con el Alfonso XIII Foot-ball Club, que se había fundado en 1920, dando lugar al Pontevedra Club de Fútbol, siendo Fernando Ponte Conde el primer presidente de la nueva entidad.

## Palmarés
- Campeonato de Galicia de la Serie B (1): 1922-23
- Campeonato Gallego Amateur (2): 1932-33, 1933-34
- Copa Galicia (1): 1936